# Moustoir-Remungol

Moustoir-Remungol este o comună în departamentul Morbihan, Franța. În 1 ianuarie 2018 avea o populație de 704 de locuitori.